# Oguaa
Oguaa va ser un regne històric i avui dia un regne tradicional del sud de Ghana.
Fou inicialment una fundació del regne d'Efutu; després de la derrota d'aquest regne el 1693, per les forces aliades d'Assin i Asebu, l'Efutuhene Nana Essifie Kuma va transferir la seva capital de Efutu a Oguaa. En arribar, els nous immigrants es van establir en tres àrees diferents, a saber. Bentsil, l'àrea de les terres altes darrere del castell de nova construcció; Nkum, el terreny en pendent, a la riba oest del corrent per sota Bentsil; llavors lntsin, el terreny elevat a la banda est del Corrent. Més tard, un nombre de famílies ambicioses i influents es va separar i va fundar una cadena de llogarets de pescadors a la costa est. Incloien Legu, Dwemba-Mumford i Winneba, (Simpa).
Quan els suecs es van assentar a la costa del terme en 1652, es va construir una factoria de comerç, Carolusborg. En 1653, abans d'iniciar la construcció del castell el 1657, van introduir homes i dones de Benín i Nigèria, per formar-se com paletes, boters, ferrers i artesans. Amb aquests "estrangers" es va construir el castell. Un cop finalitzat la construcció es va assignar la terra prop del Castell i es van constituir una comunitat sota el nom Brofu-Mba o Brofu-Nkoa ("servidors dels blancs"). L'arribada dels europeus a un clima malsà, i lluny de casa, va portar naturalment al naixement d'un gran nombre de mulats que es van convertir en els akrampes que significa mulatos. Finalment, els danesos va portar més artesans del districte d'Accra i es van establir al llarg de la costa, una mica a l'est de la ciutat. Aquests es van convertir en els Amanful o Oman Fofro, referint-se a un "Nou Estat". Van sorgir les comunitats Bentsil, Anafu (Ciutat Baixa), Sense (originalment a la terra prop del castell, i quan s'estava construint el castell van rebre l'ordre de traslladar més lluny), Nkum, Brofu-Mba, Akrampa, i Amanful. El reclutament dels membres era patrilineal. Els habitants de Oguaa, per tant, semblen ser una amalgama dels anomenats «estrangers» i diferents tribus fantis (dels quals Abura és la més important, i sobretot el poble fetu, aborígens d'extracció guan que van ocupar el tron en línia masculina fins al destronament de Kofi Emissa el febrer de 1856 a causa de les lluites fraccionals, va obrir el camí a Kweku Attah per convertir-se en el primer ocupant del Tamboret (tron) en línia femenina fins al març de 1858.
Per aquest temps, Oguaa havia arribat l'apogeu del seu prestigi i prosperitat. Va començar a prendre l'aparença d'un capital colonial de menor importància, però encara depenia del govern colonial a Sierra Leone fins que en 1874 després de la derrota decisiva dels aixantis en la guerra Angloaixanti de 1874 quan la Costa d'Or es va convertir en una colònia de ple dret i Oguaa es va convertir en la primera capital; No obstant això, en 1877, la seu del govern es va traslladar a Accra.
A principis de 1872, els habitants Fante havien influït en els mentors colonials per prohibir l'anomenada Fetu Afahye, al·legant els freqüents enfrontaments entre les diferents companyies que eren contràries a la pau i el progrés, fins i tot el Governador mateix l'havia descrit com "El Nadal Negre". A poc a poc, la Borbor-Fante Ahobar Afahye va ser anunciada fins que al segle XX el Tufuhin Kwame Edu va restaurar la Fetu Afahye amb la finalitat de fer valer el seu origen Afutu-Guan, A més, la Fetu Afahye era un culte aborigen que significava propiciar el Déu de la Terra, i que sens dubte demostra que la deïtat que honraven és anterior a la invasió Fante (de la mateixa manera, els ciutadans de Kyebi a Akyem Abuakwa han, des de l'arribada del seu avantpassat de Adanse, celebrat el festival Ohum dels aborígens Okere Guan 

## Reis (omanhene)
- 1695 - 1729 Nana Essifie Kuma
- 1729 - 1770 Nana Brempong Codjo
- 1770 - 1780 Vacant
- 1780 - 1793 Nana Aggrey I
- 1793 - 1794 Nana Botty
- 1794 - 1800 Nana Aggrey II
- 1800 - 1814 Nana Aggrey III
- 1814 - 1851 Nana Joseph Aggrey IV
- 1851 - 1856 Nana Egyir Ansah
- 1856 Nana Kofi Amissa
- 1856 - 1858 Nana Kweku Atta
- 1858 - 1865 Nana Kweku Enu
- 1865 - 1866 Nana John Aggrey V
- 1866 - 1868 Nana Kweku Enu (segona vegada)
- 1868 - 1887 Nana Kwesi Atta I
- 1887 - 1888 Nana Kojo Mbra I (Albert Ogoe)
- 1888 - Nana Aggrey VI
- .... - .... Nana Mbra II
- .... - .... Nana Aggrey VII
- .... - .... Nana Aggrey VIII
- .... - 1933 Nana Kojo Mbra III
- 1933 - 1942 Nana Kojo Mbra IV
- 1942 - 1948 Nana Aggrey IX
- 1948 - 1996 Nana Kodwo Amra V
- 1996 - Nana Osabarima Kwesi Atta II